# From Now On
From Now On is een nummer van Supertramp. Het is afkomstig van hun album Even in the Quietest Moments.... Alhoewel toegeschreven aan het schrijverstandem Rick Davies en Roger Hodgson is duidelijk te horen, dat Davies het merendeel zo niet het gehele nummer heeft geschreven. Hodgson was meestal wat lichter qua stemming en licht is dit nummer niet. Het gaat over de sleur (Monday has come around again) van alledag en de enige manier om daar aan te ontsnappen: heel veel geld (diamonds are what I really need) of dagdromen (Guess I always have to be, living in a fantasy). Dat "living" wordt op zeurderige wijze gezongen.
Uit de geschiedenis is gebleken dat zo’n fantasie/streven geheel uit de hand kan lopen, zie het volgend nummer op het album: Fool's Overture.
From Now On diende meerdere malen als B-kant van singles van Supertramp/kant, maar meestal op de niet echt succesvolle, zoals Babaji en de live-uitvoering van Dreamer.